# Phong Mãn Châu
Phong Mãn Châu, tên khoa học Acer mandshuricum, là một loài thực vật có hoa trong họ Bồ hòn. Loài này được Maxim. miêu tả khoa học đầu tiên năm 1867.

## Hình ảnh

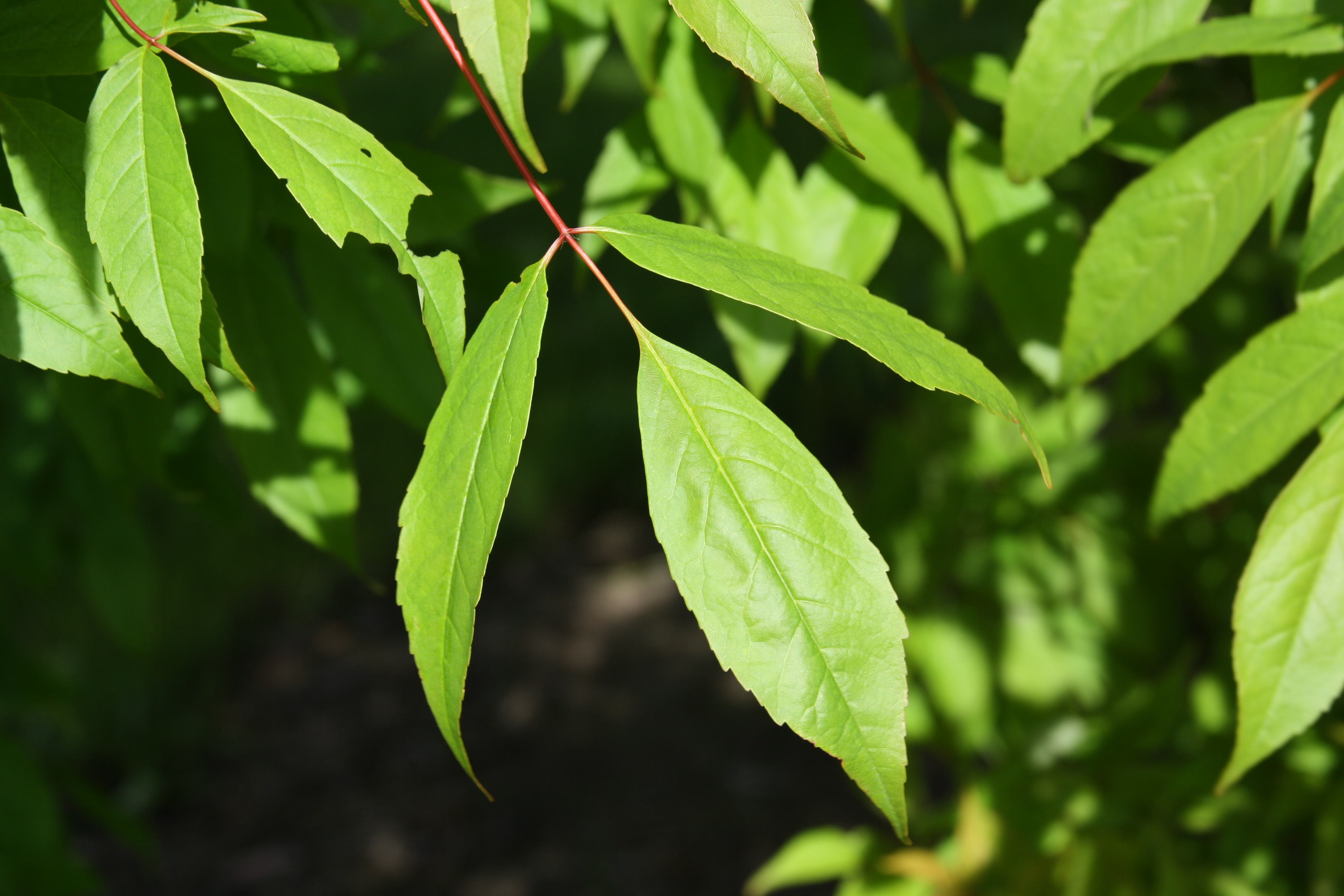
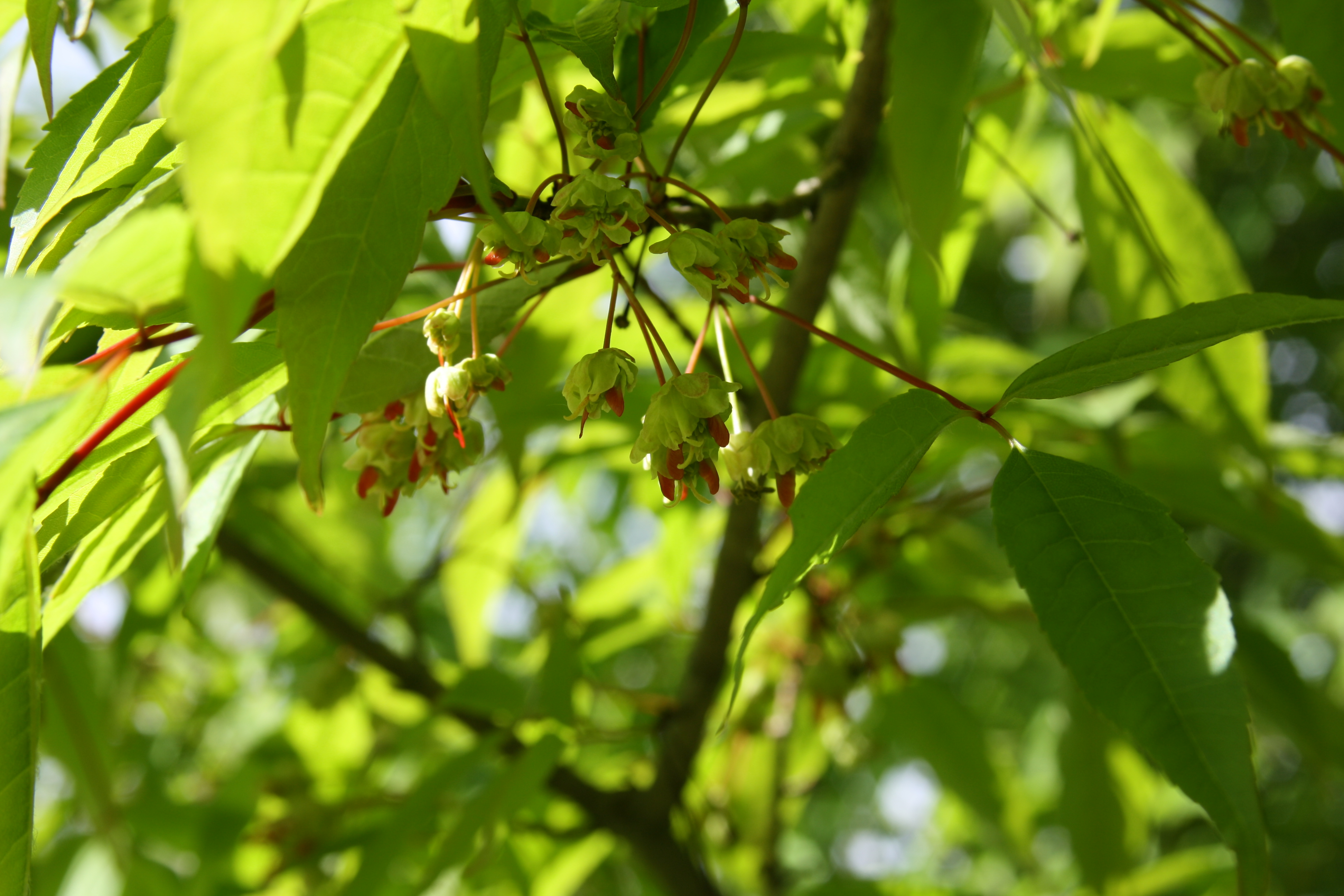